# 깐도지호

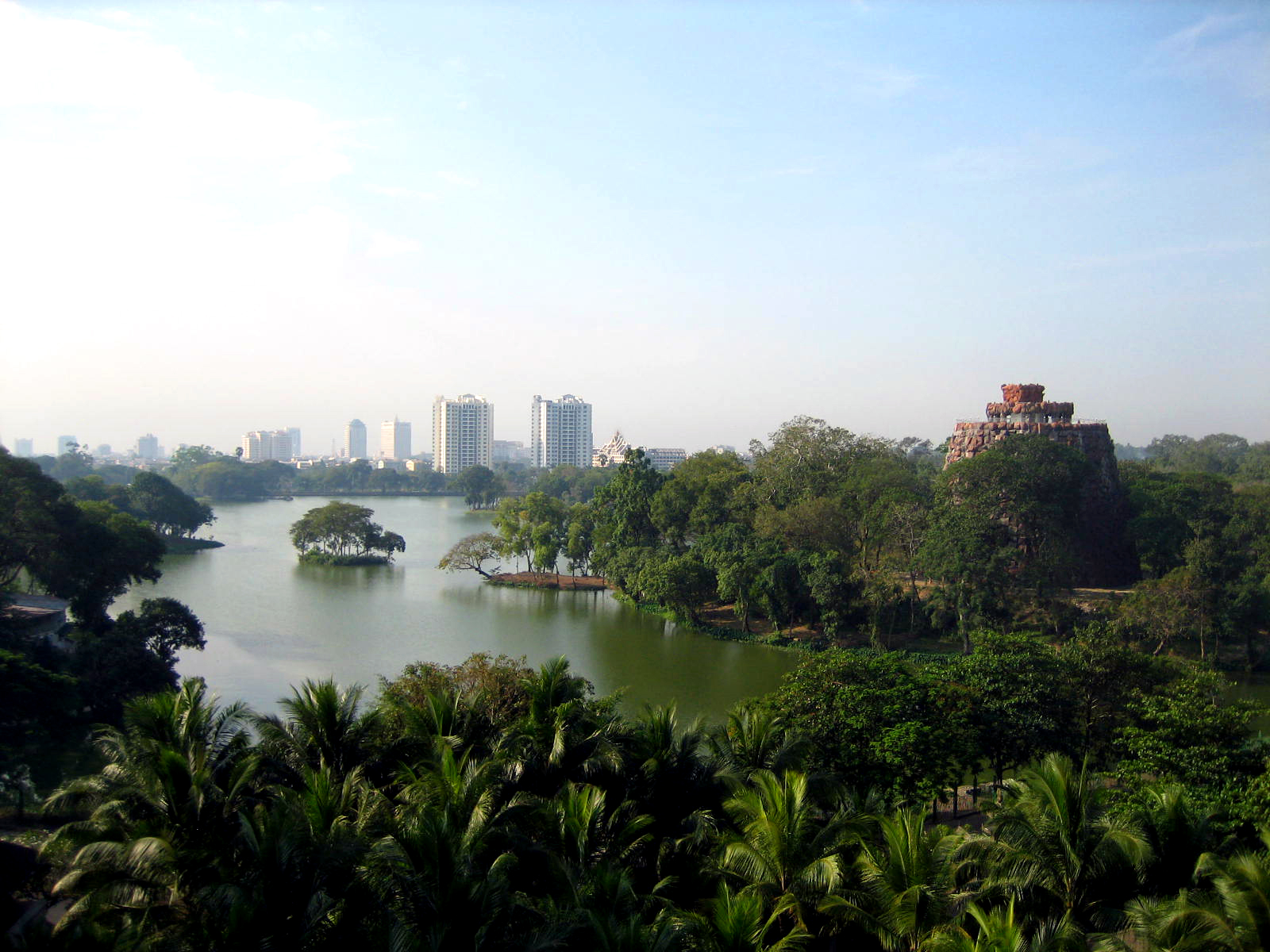
깐도지 호수

깐도지 호수는 미얀마 양곤에 있는 호수로, 인공으로 조성되었다. 이 호수 근처에는 깐도지 국립공원이라는 공원이 있는데, 아웅 산 동상도 여기에 있다. 둘레는 약 3~4km정도이다.